# ATgo
ATgo（エーティーゴ―）は、六元素情報システムが開発した特許技術で、Webアプリケーション向けに設計されたローコードのUI・APIテスト自動化ツールである。

## 概要
ATgoはローコードでテストを自動化し、システム開発の工数削減を実現するサービスで、インターネット接続が不要であり、高いセキュリティ能力と、効率的なテストを両立させ、基本機能に加えて生成AIを活用したテストステップの自動生成やDevOps・CI/CD連携などの機能も備えている。スマートフォンやタブレットにも対応する。テストの実行のみならず、提出用データの作成やエビデンスの記録など、結果の検証を含め自動化することで、開発プロセス全体の品質向上やコスト削減を可能とした。テスト対象のサイトURLを入力し、通常通り操作するだけで、レコーディング機能が自動的にスクリプトを生成するなど使用法も簡便化されている。自動でエビデンスとレポート生成を行うため、テスト結果が一目で分かるようになっている。これにより、プログラミングの知識がない者や経験の浅いテスターでも実行可能である。その結果、学習・教育コストの抑制と、テスト作業の属人化を防止する効果を上げている。また、AIが画面を読み取り日本語のテストステップ、テストスクリプト及びテストデータを提案する「スクリプト生成AI機能」やAIが画像からテキストを読み取り、差分を検出する「AI画像比較機能」などの機能を備えている。回帰テストでは、新旧エビデンスの比較機能が必要だが、ATgoは画像比較、HTML、ログ、DB比較等の機能の他、タイムスタンプ除外、画像の比較範囲の指定又は除外もサポートする。

### 実績
日本市場に特化し、既存製品にはなかった特徴を備え、多くの企業に導入され、平均80%以上の工数削減を達成した。手動テストの時間消費と人的エラーのリスクが課題となっていた野村総合研究所やクラウドサービスのレグレッションテストに膨大な時間を要していたエヌアイデイなどが採用し、テスト時間を25時間から3時間に短縮させ88％の時間削減を実現するなど実績を上げている。2024年は、「Japan IT Week」や、「Developers Summit 2024 Summer」に出展している。

### 開発者
開発者の六元素情報システムによれば、ATgoが対応する領域は、ニーズが高いにもかかわらず日本では数が少なく、世界的にも上位を欧米発のツールが占めている。六元素情報システムは設立当初から、金融系のシステム開発を中心として事業を展開。上流から下流まで高品質かつ安全性の高いシステムを構築する中で、日本のシステム開発はテスト工数が膨大なことが原因で開発コストを高くしていることに気付き、テスト工数を大幅に削減できるツールとして「ATgo」を開発した。特に金融系のシステムでは、障害が出ないように注力しすぎた結果、テスト工数が多くなった。これを削減すれば、システム開発自体のコストは下がり、エンドユーザーにも利益もたらすと考えている。

### 特許
2021年に特許を取得（特許第6830701号）。

## 沿革
- 2021年 - 特許を取得（特許第6830701号）[5][6]。
- 2023年 - 6月15日、ATgo公式サイトを全面リニューアル。ユーザーからの質問に対する回答を公開するなどした[11]。
- 2024年
  - 7月2日、AI画像比較機能を提供開始[12][13]。
  - 10月30日、セルフヒーリング機能をリリース。画面変更を検知し、新たなテストスクリプトを自動提案、メンテナンス工数の削減を実現[14][15]。
- 2025年 - 2月13日・14日、開催のITエンジニアのための祭典「Developers Summit 2025」にスポンサーとして協賛[16][17]。